# 다네국

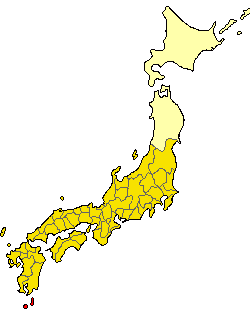
다네국의 위치(702년)

다네국(일본어: 多禰国)은 702년부터 824년까지 약 122년간 존재하였던 일본의 옛 구니이다. 사이카이도에 위치하며, 현재의 가고시마현의 오스미 제도(다네가섬과 야쿠섬)에 해당한다.
7세기 후반에는 "다네섬"(일본어: 多禰島) 또는 "다네국"(多禰国)이라는 이름으로 일본과 교류하였다. 《속일본기》에는 "多褹国"이라는 표기도 보인다.
《속일본기》 다이호 2년(702년) 8월 1일 항목에 "사쓰마와 다네가 관계를 멀리하고 (왕)명을 거약한다. 그래서 군사를 보내어 정벌하고, 인구를 파악하고 관리를 파견한다"는 기사가 있어, 이것이 다네의 정복과 다네국 설치를 의미한다고 여겨진다. 실제로 다네국의 공인이 주어진 것은 714년(와도 7년)으로 되어 있다.
다네의 경우, 국(国) 대신에 섬(島)이라는 글자를 이용하여 다네국을 다네섬이라고 나타내기도 한다. 국을 섬으로 부르는 것은 쓰시마, 이키와 같다.
덴초 원년(824년 10월 1일), 다네국을 폐지하고 오스미국에 편입되었다.